# Philip Alexander Munz
Philip Alexander Munz, född 1892 i Saratoga, Wyoming, död 1974, var en amerikansk botaniker specialiserad på dunörtsväxter i Kalifornien.
Auktorsnamnet Munz kan användas för Philip Alexander Munz i samband med ett vetenskapligt namn inom botaniken; se Wikipediaartiklar som länkar till auktorsnamnet.